# Dyssodia
Dyssodia Cav. è un genere di piante della famiglia delle Asteracee, diffuso nel Nuovo Mondo.

## Distribuzione e habitat
Il genere è presente negli Stati Uniti meridionali, in Messico ed in Guatemala.

## Tassonomia
Il genere Dyssodia fa parte della sottotribù Pectidinae, raggruppamento che la classificazione tradizionale colloca all'interno della tribù Heliantheae e che recenti studi filogenetici attribuiscono alle Tageteae.
Il genere comprende le seguenti specie:
- Dyssodia decipiens (Bartl.) M.C.Johnst.
- Dyssodia greggii (A.Gray) B.L.Rob.
- Dyssodia montana (Benth.) A.Gray
- Dyssodia papposa (Vent.) Hitchc.
- Dyssodia pinnata (Cav.) B.L.Rob.
- Dyssodia porophyllum (Cav.) Cav.
- Dyssodia tagetiflora Lag.
- Dyssodia tenuiloba (DC.) B.L.Rob.

L'entità in passato inquadrata come Dyssodia jelskii è oggi assegnata al genere Schizotrichia (S. jelskii).